# Они были солдатами
«Они были солдатами» (англ. Saints and Soldiers) — военная драма режиссёра Райана Литтла, посвящённая декабрьскому жестокому расстрелу американских солдат в районе Мальмеди, в бельгийской провинции Льеж во время Арденнской операции (1944—1945).

## Сюжет
Фильм начинается с убийства в Мальмеди и побега американских солдат от немецких захватчиков. Во время побега капралу «Диакону» (Корбин Олред) удаётся обезвредить немецкого солдата, но он не решается стрелять в него, даже по настоянию медика Гулда (Александер Полински).
Гулд и «Диакон» встречают ещё двух других оставшихся в живых, рядового Кендрика (Ларри Багби) и сержанта Гандерсона (Питер Холден). Гандерсон говорит, что было бы лучше спрятаться в заброшенном здании, пока войска не возьмут под контроль территорию. Когда немецкий патруль приходит, солдаты прячутся под пол. «Диакон» свободно переводит сообщение немецкого радиста, в котором говорилось о сбитом самолёте в этом районе. После того как немцы ушли, они пошли и наткнулись на парашютиста, которым оказался британский сержант авиации Уинли (Кирби Хэйборн).
Уинли объясняет им, что он имеет важные фотографии разведки, которые должны быть доставлены в штаб союзных войск. После долгих дискуссий группа решила попробовать достичь линии обороны союзников в 20 милях от них. В то время как «Диакон» идёт первым, у него начинаются галлюцинации и он начинает вести себя неадекватно. Солдаты останавливаются на привал и Гандерсон объясняет Гулду, что при зачистке зданий во время уличных боёв «Диакон» бросил гранату в небольшую церквушку, где кроме немецкого солдата находились две женщины и шесть детей. Гулд начинает критиковать «Диакона» за то, что тот слишком религиозен. «Диакон» предлагает ему свою Библию, но Гулд отказывается от неё. Тогда Диакон говорит, что Гулд задаёт слишком много вопросов для того, кто не исповедует религию.
Вскоре после этого бойцы пошли дальше и когда проходили по опушке, Кендрик падает через крышу старого здания, которая была покрыта снегом. Дальше они видят дом, первым в него входит Гандерсон и находит женщину и девочку, которые говорят по-французски. Это были Катрин и её дочь Софи Теари. Наступающая метель заставляет Гандерсона принять решение. Он говорит, что немецкая бронетанковая дивизия будет скована и обездвижена. Он предлагает сослуживцам переночевать, но Уинли говорит, что союзные войска должны получить информацию раньше, чем немцы прорвут линию, и уходит один. Остальные уверены, что он умрёт от холода.
Катрин приносит хлеб солдатам. В то время приезжает немецкий бронетранспортёр, из которого вылезают два солдата. Катрин прячет американцев и выходит на улицу, чтобы отдать корзину с едой немцам. В этот момент один решает проверить дом, а другой сначала беседует с Катрин, а затем начинает к ней приставать и пытается изнасиловать. В этот момент выбегает «Диакон» и убивает немца. Второй убегает в лес. «Диакон» пытается подстрелить его, но промахивается. Через некоторое время возвращается Уинли и приводит того самого солдата. В нём «Диакон» узнаёт «Руди», с которым они познакомились во время церковной миссии в Берлине. И тут «Диакон» понял, из-за чего он стал плохо стрелять.
Полночи «Диакон» и «Руди» разговаривают о чём-то на немецком, и на утро он отпускает Рудольфа, после того как он сказал ему, где линии немцев и как пройти через них. С трофейным оружием они отправляются в путь и через некоторое время наталкиваются на небольшую группу немецких солдат. В ходе короткого боя сержант Гандерсон был застрелен немецким снайпером, которого «Диакон» затем убивает. Вторая группа немцев атаковала Кедрика и Уинли. Уинли получает ранение в ногу, Гулд отправляется за «Диаконом». В то время как Кендрик уводил Уинли, он получил ранение в живот и через недолгое время умер. Уинли убивает того немца и, пытаясь ковылять прочь, падает в реку. Диакон и Гулд находят его, он сообщает о гибели Кендрика. В то время, когда они оказывают помощь Уинли, Рудольф находит их и сообщает им, где джип, чтобы они могли добраться до ближайшей линии союзников.
«Диакон», Гулд и Уинли надевают форму немцев, садятся в джип и направляются в сторону немецкой дивизии, чтобы пересечь блокпост и вернуться к своим. Им это удается, и минуя охрану они отправляются к линии обороны американцев. Немцы замечают это и открывают огонь. Наблюдатели американской линии обороны начинают обстреливать их из миномёта и джип с переодетыми американцами съезжает в кювет. «Диакон» заградительным огнём по немцам даёт шанс Уинли и Гулду уйти к позициям своих солдат. «Диакон» погибает, прикрывая их от пуль немецкого снайпера, а Гулд и Уинли добираются. Уинли докладывает в штаб.
Гулд находит тело «Диакона», оставляет ему фотографию жены «Диакона», а сам забирает себе Библию. Потом он видит проходящих пленных немецких солдат и видит Рудольфа, которому кивает в знак благодарности. Рудольф, улыбнувшись, кивает в ответ. Позже Гулд подходит к тому самому немцу, который бил его в самом начале и оказывает ему первую помощь.

## В ролях
| Актёр               | Роль                                     |
| ------------------- | ---------------------------------------- |
| Корбин Олред        | капрал Натан "Диакон" Грир               |
| Александер Полински | санитар Стивен Гулд                      |
| Кирби Хэйборн       | сержант британской авиации Оберон Уинли  |
| Ларри Бэгби         | рядовой Ширли "Ширл" Кендрик             |
| Питер Холдон        | старший сержант Гордон "Ганди" Гандерсон |
| Этан Винсент        | немецкий солдат Рудольф "Руди" Гертц     |
| Мелинда Рене        | Катрин Теари                             |
| Руби Чейс О'Нил     | дочь Катрин Софи Теари                   |
| Линкольн Хоппе      | немецкий солдат                          |

## Награды и номинации
| Премия                                           | Категория                          | Имя                    | Результат |
| ------------------------------------------------ | ---------------------------------- | ---------------------- | --------- |
| Big Bear Lake International Film Festival        | Лучший художественный фильм        |                        | Победа    |
| Gloria Film Festival                             | Приз зрительских симпатий          |                        | Победа    |
| Gloria Film Festival                             | Лучший фильм                       |                        | Победа    |
| Heartland Film Festival                          | Приз за лучший драматический фильм | Райан Литтл Адам Абель | Победа    |
| Heartland Film Festival                          | Приз зрительских симпатий          | Райан Литтл Адам Абель | Победа    |
| Independent Spirit Awards                        | Приз за лучший первый фильм        | Райан Литтл Адам Абель | Номинация |
| Independent Spirit Awards                        | Приз за лучший фильм               | Райан Литтл Адам Абель | Номинация |
| Long Beach International Film Festival, Pasadena | Приз зрительских симпатий          |                        | Победа    |
| Marco Island Film Festival                       | Приз зрительских симпатий          |                        | Победа    |
| Ojai Film Festiva                                | Лучший фантастический фильм        |                        | Победа    |
| Sacramento Festival of Cinema                    | Приз зрительских симпатий          |                        | Победа    |
| San Diego Film Festival                          | За лучший фильм                    |                        | Победа    |
| St. George Eclipse Film Festival                 | Приз зрительских симпатий          |                        | Победа    |
| Stony Brook Film Festival                        | За лучший фильм                    |                        | Победа    |
| Telluride Indiefest                              | Лучший фантастический фильм        | Райан Литтл Адам Абель | Победа    |
| Temecula Valley International Film Festival      | Лучший фильм                       |                        | Победа    |

## Дополнительные факты
- Второй фильм — Они были солдатами: Воздушный десант, был выпущен 17 августа 2012 года, в ограниченном формате.[2][3] Третий фильм, Они были солдатами: Пустота, был выпущен в 2014 году